# 宇出津駅
宇出津駅（うしつえき）は、かつて石川県鳳珠郡能登町宇出津に存在したのと鉄道能登線の駅。2005年（平成17年）、能登線の廃止により廃駅となった。
急行停車駅で、かつ運行上の要となる駅でもあった。

## 歴史

### 年表
- 1960年（昭和35年）4月17日：日本国有鉄道（国鉄）能登線 鵜川駅 - 当駅間開通と同時に開業[2]。旅客および貨物の取扱を開始[1]。
- 1963年（昭和38年）10月1日：松波駅まで延伸開業[2]。
- 1981年（昭和56年）11月20日：貨物の取扱を廃止[2]。
- 1984年（昭和59年）2月1日：荷物扱い廃止[1]。
- 1987年（昭和62年）4月1日：国鉄分割民営化により西日本旅客鉄道（JR西日本）の駅となる[1]。
- 1988年（昭和63年）3月25日：経営移管により、JR西日本からのと鉄道の駅となる[2]。
- 2005年（平成17年）4月1日：能登線廃止に伴い廃駅[2]。
- 2014年（平成26年）4月26日：宇出津駅跡地にコンセールのとが開業[3]。
- 2020年（令和2年）
  - 1月6日：駅跡に能登町役場が移転[4]。
  - 4月1日：北鉄奥能登バス「宇出津駅前」から「能登町役場前」に改称される。

### 余談
駅前の交差点名は「宇出津駅前」であったが、2023年頃にローマ字併記の「能登町役場前」に交換され、廃駅後18年で当駅前の名が完全に消滅した。

## 駅構造
島式ホーム1面2線かつ複数の側線を有する地上駅で有人駅となっていた。また、廃線になるまではのと鉄道の本社が置かれていた。

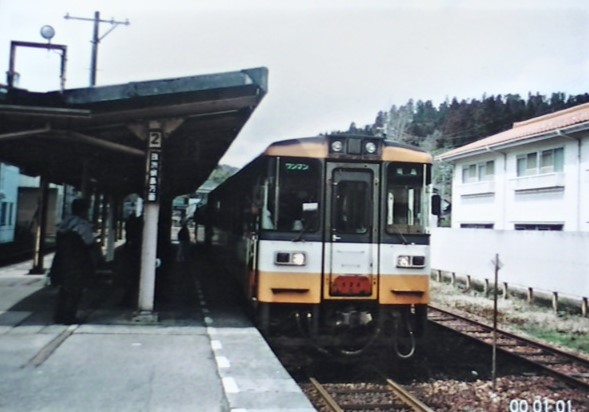
ホーム（蛸島行きの列車が停車） （2005年3月）
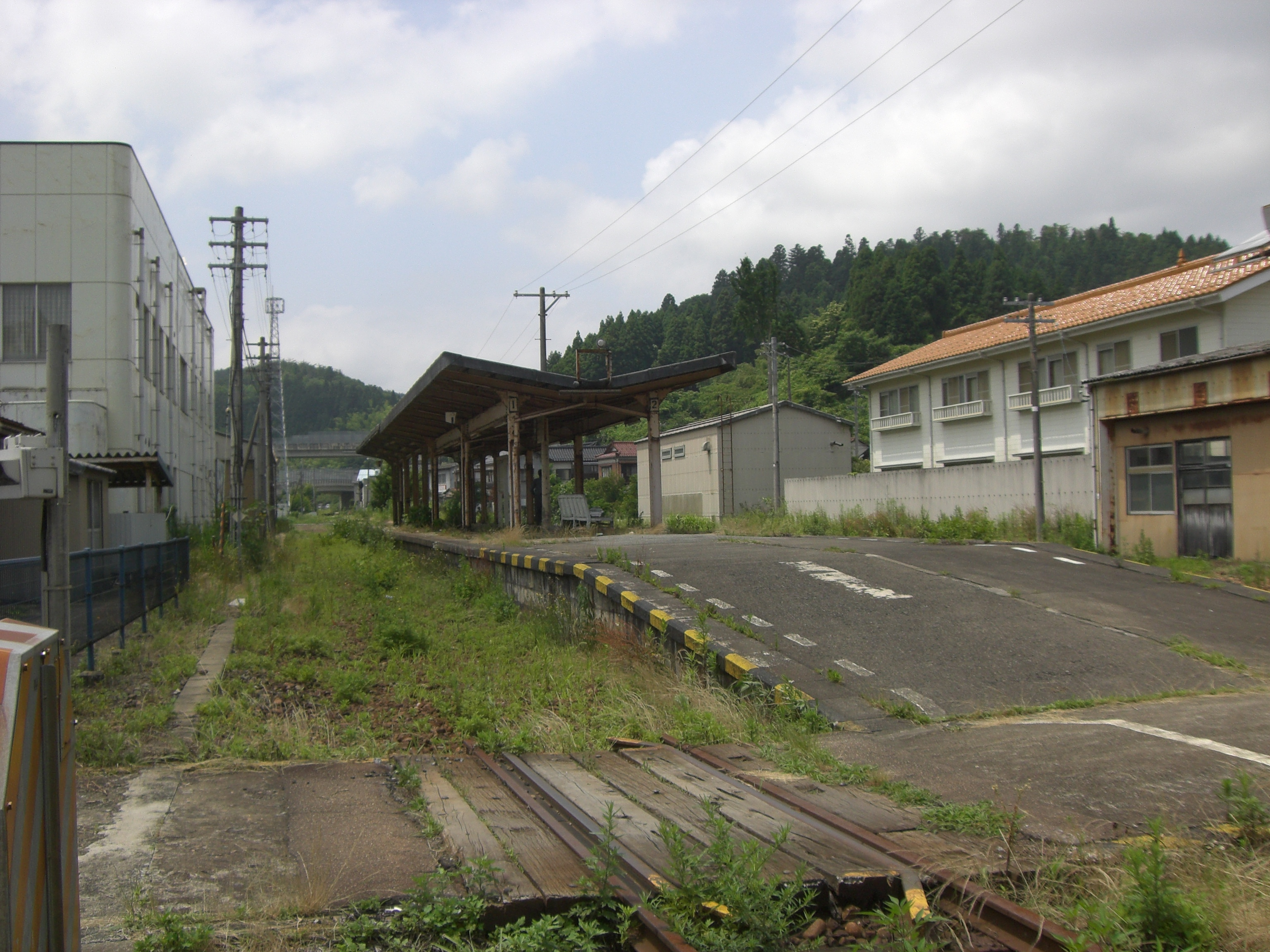
宇出津駅ホーム跡 （左が1番のりば・上り、右が2番のりば・下り） （2007年7月）

## 利用状況
「石川県統計書」によると、廃止前までの1日平均乗車人員は以下の通り。
| 年度   | 1日平均 乗車人員 |
| ------ | ---------------- |
| 1990年 | 962              |
| 1991年 | 885              |
| 1992年 | 864              |
| 1993年 | 757              |
| 1994年 | 791              |
| 1995年 | 751              |
| 1996年 | 899              |
| 1997年 | 658              |
| 1998年 | 625              |
| 1999年 | 606              |
| 2000年 | 576              |
| 2001年 | 472              |
| 2002年 | 374              |
| 2003年 | 337              |
| 2004年 | 335              |

## 駅周辺
- 能登町役場
- 公立宇出津総合病院
- 能登町立宇出津小学校
- 能都郵便局
- 国道249号

## バス路線
- 北鉄奥能登バス能登町役場前バス停（2020年までは宇出津駅前バス停）
  - のと鉄道代替バス
  - 町野線

## 備考

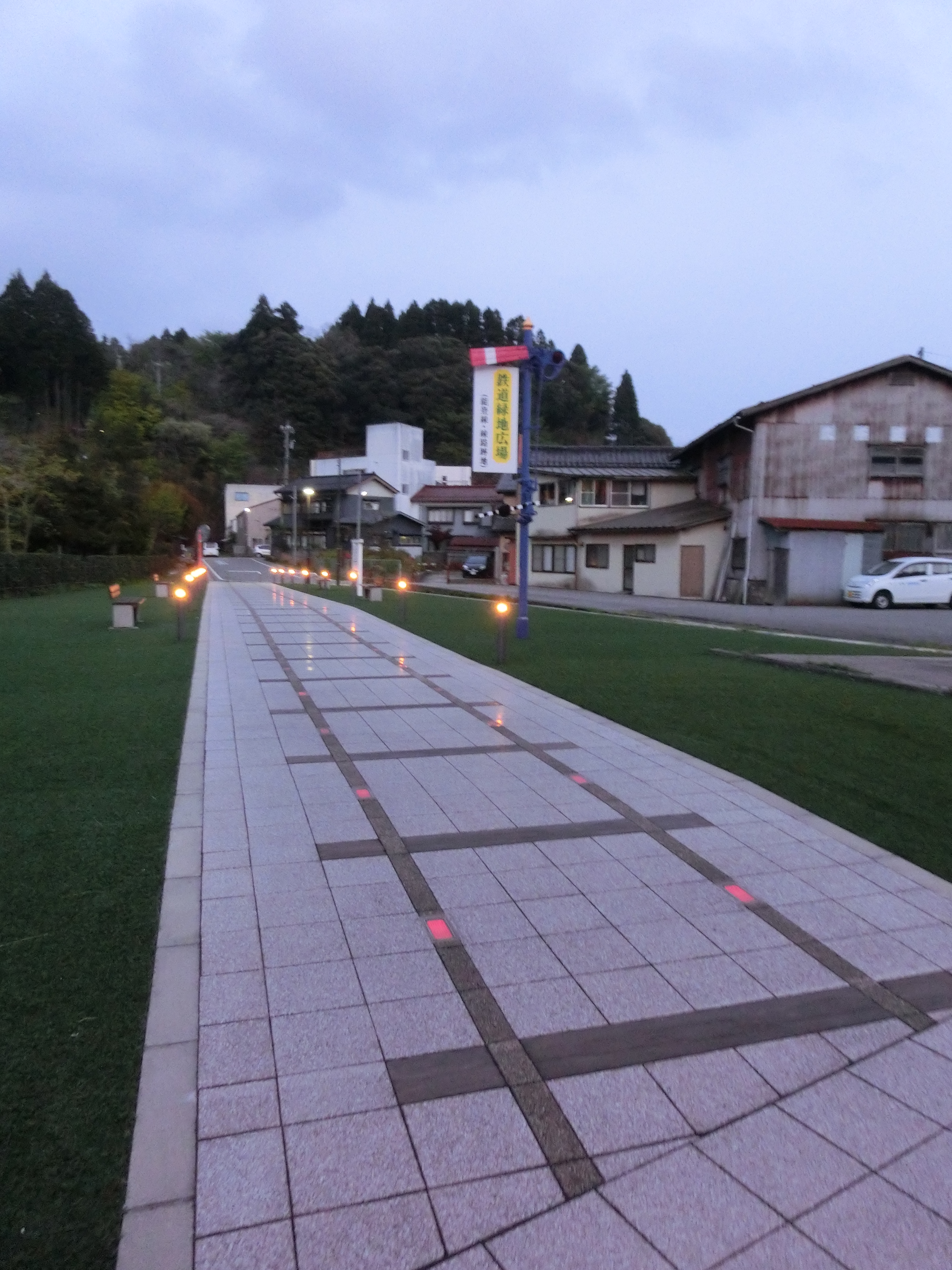
宇出津駅跡鉄道広場
（2017年4月）

能登線廃止後、駅舎は観光案内所などに利用されていたが、再開発のために解体撤去された。跡地には2014年（平成26年）4月26日に宇出津公民館ならびに能登町立中央図書館を含む交流施設コンセールのとが開業。さらにその隣接地に能登町役場が移転して2020年（令和2年）1月6日から業務を開始した。
駅ホームは将来的に移設のうえ、モニュメントとして残される予定であることが新聞などで報道されていたが、計画の変更により撤去された。その後「鉄道緑地広場」が羽根駅寄りに新しく作られているが、のと鉄道で実際に使用されていた設備などは使われていない。

## 隣の駅
のと鉄道
能登線
藤波駅 - 宇出津駅 - 羽根駅